# Marina Viazovska
Marina Serhíivna Viazovska (ucraïnès: Марина Сергіївна В'язовська; nascuda a Kíiv el 2 de desembre de 1984) és una matemàtica ucraïnesa. L'any 2016 va solucionar el problema de l'empaquetament d'esferes a la dimensió 8 i, en col·laboració amb altres, de la dimensió 24. Anteriorment, el problema havia estat resolt només per a tres o menys dimensions, i la prova de la versió tridimensional (la conjectura de Kepler) va implicar llargs càlculs d'ordinador. Per contrast, la prova de Viazovska per a 8 i 24 dimensions és "sorprenentment senzilla".
Com a estudiant a la Universitat de Kíiv, Viazovska va competir a la Competència Internacional de Matemàtiques per a Estudiants Universitaris els anys 2002, 2003, 2004, i 2005, i fou una de les primeres guanyadores el 2002 i 2005. Viazovska va aconseguir el primer post-grau científic Candidate of Sciences de l'Institut de Matemàtiques de l'Acadèmia Nacional de Ciències d'Ucraïna en 2010, i un doctorat (Dr. rer. nat.) a la Universitat de Bonn en 2013. La seua exposició doctoral Funcions Modulars i Cicles Especials, concerneix la teoria analítica de nombres i va ser supervisada per Don Zagier. Va ser investigadora postdoctoral a l'Escola Matemàtica de Berlín i a la Universitat Humboldt de Berlín.
Així com per la seua feina en l'empaquetament d'esferes, Viazovska és també coneguda per la seua recerca en dissenys esfèrics amb Bondarenko i Radtxenko. Amb ells va provar la conjectura de Korevaar i Meyers en l'existència de dissenys petits en dimensions arbitràries. Aquest resultat fou una de les contribucions per les quals el seu coautor, Andrí Bondarenko, va guanyar el Premi Vasil A. Popov per la teoria d'aproximació en 2013.

## Premis i reconeixements
El 2016, Viazovska rebé el Premi Salem i, el 2017, el Clay Research Award i el Premi SASTRA Ramanujan per les seves contribucions sobre l'empaquetament d'esferes i les formes modulars. L'any següent, el desembre del 2017, va ser guardonada amb un Premi New Horizons en Matemàtiques de 2018.
El 2018 fou entre els ponents convidats al Congrés Internacional de Matemàtiques d'aquell any i l'any següent es veié guardonada amb el Premi Ruth Lyttle Satter de Matemàtiques i alhora el Premi Fermat. El 2020 va ser una de les guanyadores de l'EMS Prize i a més la Fundació Latsis li atorgà el Premi Nacional Latsis. El 2021 va ser elegida membre de l'Academia Europaea.
L'any 2022 va guanyar la Medalla Fields, atorgada per la Unió Matemàtica Internacional, pel seu treball de l'empaquetament d'esferes a la dimensió 8 i per altres contribucions en problemes de la interpolació en l'anàlisi de Fourier. El desembre del mateix any va ser reconeguda com una de les 100 dones de la BBC.

## Selecció de publicacions
- Bondarenko, Andriy; Radchenko, Danylo; Viazovska, Maryna «Optimal asymptotic bounds for spherical designs». Annals of Mathematics, 178, 2, 2013, p. 443–452. DOI: 10.4007/annals.2013.178.2.2.
- Viazovska, Maryna. The sphere packing problem in dimension 8, 2016., arXiv:1603.04246
- Cohn, Henry; Kumar, Abhinav; Miller, Stephen D.; Radchenko, Danylo. The sphere packing problem in dimension 24, 2016., arXiv:1603.06518